# Блейлер, Гретхен
Гретхен Блейлер (англ. Gretchen Bleiler, род. 10 апреля 1981 года, Толидо, Огайо, США) — американская профессиональная сноубордистка, выступавшая в дисциплине хафпайп. В настоящее время проживает в Аспене, Колорадо.